# Henrik Tammelin
Henrik Tammelin, född på 1600-talet, död 1750, var en svensk borgmästare, riksdagsledamot och politiker.

## Biografi
Henrik Tammelin föddes på 1600-talet. Han blev 1691 student vid Kungliga Akademien i Åbo och var från 1711 borgmästare i Helsingfors. Han avled 1750.
Tammelin var riksdagsledamot för borgarståndet i Helsingfors vid riksdagen 1719 och riksdagen 1720.